# لويس ألونسو بيريز
لويس ألونسو بيريز (بالبرتغالية: Luís Alonso Pérez‏) هو مدرب كرة قدم ولاعب كرة قدم برازيلي، ولد في 1 مارس 1922 في سانتوس، ساو باولو في البرازيل، وتوفي في 15 يونيو 1972.

## وصلات خارجية
- لويس ألونسو بيريز على موقع عالم كرة القدم.نت (الإنجليزية)